# Дама з собачкою
«Дама з собачкою» — оповідання російського письменника і драматурга Антона Павловича Чехова, написане у 1898 році. Вперше опубліковано в журналі «Російська думка» № 12 в 1899 році.

## Сюжет
Москвич Дмитро Дмитрович Гуров і Анна Сергіївна фон Дідеріц («дама з собачкою») зустрічаються в Ялті, куди обоє приїхали на відпочинок. Через тиждень після знайомства між ними зав'язується роман. Незважаючи на те, що і Анна Сергіївна у шлюбі, і у Гурова в Москві є дружина та троє дітей, герої оповідання закохуються одне в одного, як діти. 
Вони обоє нещасливі в шлюбі, і тепер, захоплені цим романом, щиро вірять, що нарешті зустріли свою справжню любов. 
Але відпочинок добігає кінця, а разом з Ялтою Гурову доводиться розлучитися і з його «курортним романом». Герой повертається до свого звичайного московського життя, до своєї сім'ї, до дружини, яку не кохає, але туга за Анною Сергіївною не дає йому жити як раніше. Гуров вирушає в місто С., де живе його кохана. Коли він бачить обстановку глушини, в якому їй доводиться жити, він розуміє, звідки у Анни Сергіївни взялася ця нудьга до життя. Зустрівшись в місцевому театрі, закохані домовляються, що Анна Сергіївна приїде в Москву, і вони з Гуровим зустрінуться в готелі Слов'янський базар. 
Так і триває їхнє життя. Анна Сергіївна і Гуров регулярно, таємно від своїх сімей, зустрічаються в цьому готелі і сподіваються, що в майбутньому їх життя буде кращим, адже вони знайшли свою справжню любов. 

## Критики про оповідання
Є думка, що оповідання було написане Чеховим під враженням його поїздки в Ялту, а також зустрічі з останнім коханням письменника — Ольгою Кніппер[джерело?].
Оповідання було високо оцінене критиками. Зокрема Володимир Набоков вважав «Даму з собачкою» одним з найбільших літературних творів в історії, Сементковський  заявляв, що «Гурових на Русі багато», а Мейлах порівнює сюжетну лінію «Гуров — Анна Сергіївна» з лінією «Анна Кареніна — Вронський» (Лев Толстой, «Анна Кареніна»). З цієї паралеллю, однак, не погодився Пруцков, що призвело до полеміки між ними.